# Kamratgården
Kamratgården är en träningsanläggning och samlingslokal som ägs av IFK Göteborg. Den ligger i Delsjöområdets naturreservat.  Dagens Kamratgård byggdes 2012–2013 och ersatte den gamla Kamratgården som orienteringssektionen en gång byggde som stod på samma plats och som sedermera även kom att användas av andra sektioner som fotbollen. På Kamratgården finns det flera olika omklädningsrum, samlingslokal/matsal, kök och diverse andra lokaler. Det finns även ett gym som enbart fotbollsspelare använder. Det finns också fotbollsplaner och parkeringsplats utanför Kamratgården. På Kamratgården jobbar även IFK Göteborg Fotbolls kansli med bland annat sportchefen Håkan Mild.
Den gamla Kamratgården började byggas 1959 och stod klar 1961. Arkitekten var Åke Andersson. 
Den 17 december 2015 meddelades att IFK Göteborg säljer anläggningen och istället hyr den av den nya ägaren.

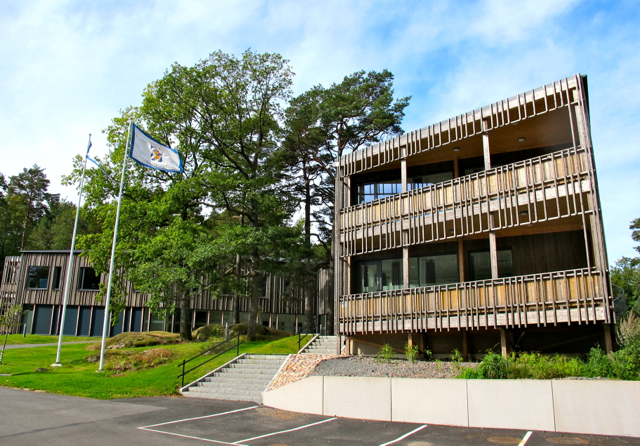
Kamratgården
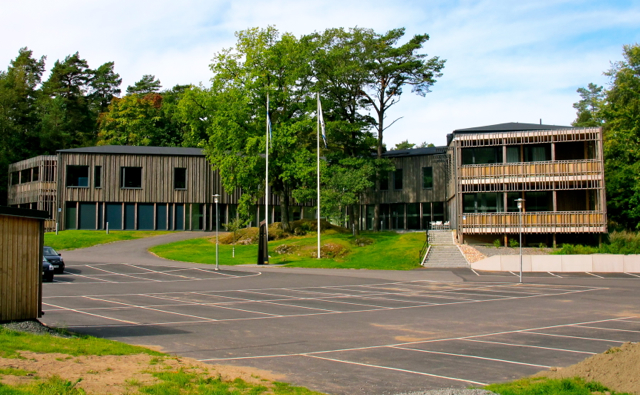
Kamratgården
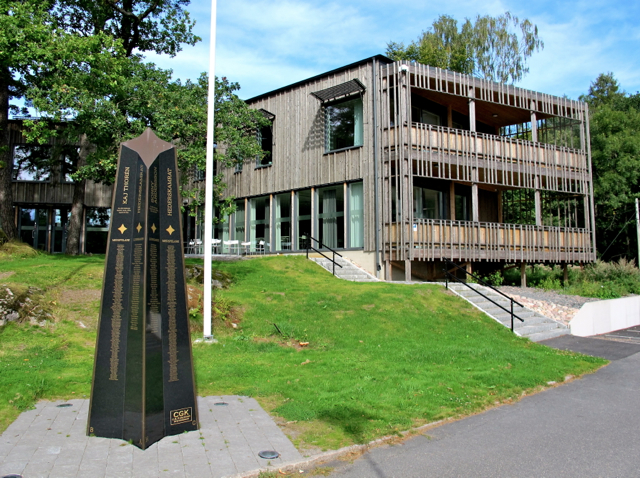
Kamratgården

## Gamla Kamratgården

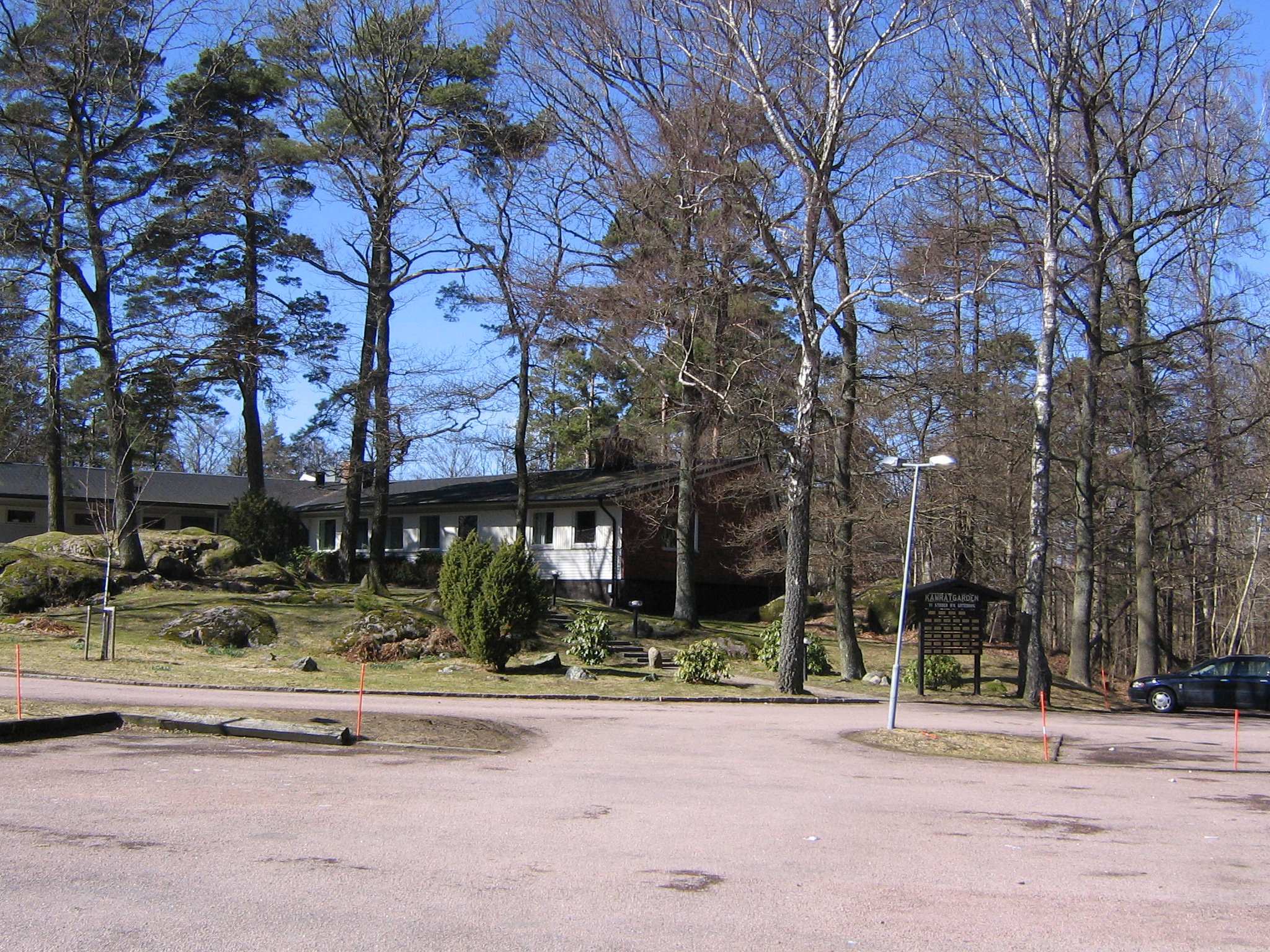
Kamratgårdens kök och matsal.
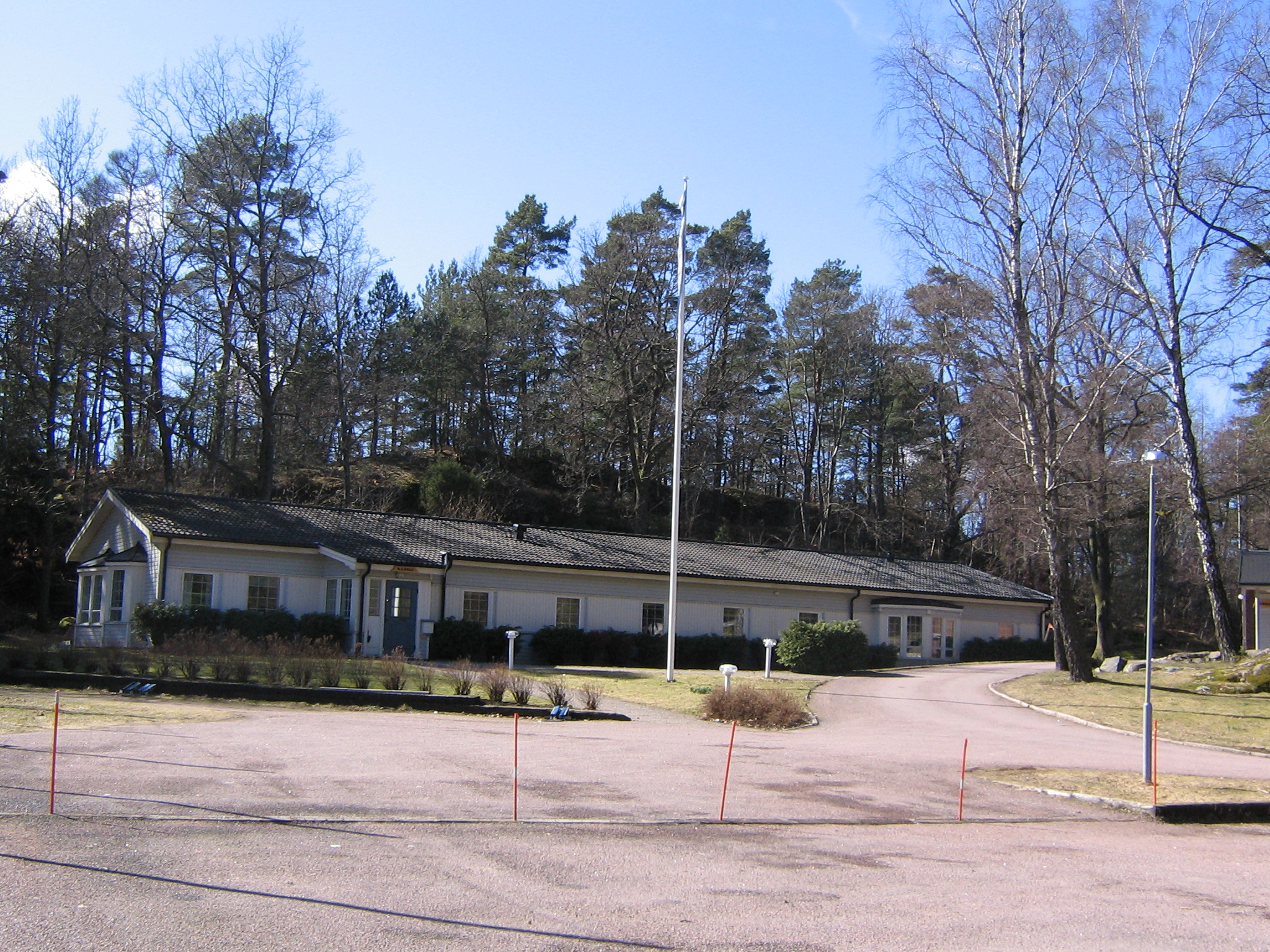
Gamla Kamratgården

### Fotnoter
1. ↑  Diljen Otlu (17 december 2015). ”IFK Göteborg säljer Kamratgården”. Sveriges Television. http://www.svt.se/sport/fotboll/ifk-goteborg-saljer-kamratgarden/. Läst 18 december 2015.
2. ↑  ”Arkiverade kopian”. Arkiverad från originalet den 19 december 2015. https://web.archive.org/web/20151219020725/http://www.gp.se/sport/fotboll/ifkgoteborg/1.2931645--hoppas-att-blavitt-koper-tillbaka-kamratgarden-fort-. Läst 20 december 2015.